# ليام أيكن
ليام أيكن (بالإنجليزية: Liam Aiken)‏ مواليد 7 يناير 1990 في نيويورك، نيويورك، الولايات المتحدة، هو ممثل أمريكي بدأ مسيرته الفنية سنة 1995.

## الأعمال

### أفلام
- نوفمبر الحلو (2001)
- الطريق إلى الهلاك (2002) (بدور: بيتر سوليفان)
- ليموني سنيكتس: سلسلة من الأحداث المأساوية (2004)

### مسلسلات
- ماد من (2013)

## الجوائز
| السنة | الجائزة             | الفئة                                         | النتيجة |
| ----- | ------------------- | --------------------------------------------- | ------- |
| 1999  | جائزة الفنان الصغير | أفضل أداء في فيلم - ممثل بعمر 10 أعوام أو أقل | فوز     |
| 2003  | جائزة الفنان الصغير | أفضل أداء في فيلم - ممثل شاب مساعد            | رُشِّح     |
| 2004  | جائزة الفنان الصغير | أفضل أداء في فيلم - ممثل شاب رئيسي            | رُشِّح     |
| 2005  | جائزة الفنان الصغير | أفضل أداء في فيلم - ممثل شاب رئيسي            | رُشِّح     |
| 2005  | جائزة اختيار النقاد | أفضل ممثل شاب                                 | رُشِّح     |

## روابط خارجية
- ليام أيكن على موقع IMDb (الإنجليزية)
- ليام أيكن على موقع روتن توميتوز (الإنجليزية)
- ليام أيكن على موقع ألو سيني (الفرنسية)
- ليام أيكن على موقع ميوزك برينز (الإنجليزية)
- ليام أيكن على موقع أول موفي (الإنجليزية)
- ليام أيكن على موقع قاعدة بيانات برودواي على الإنترنت (الإنجليزية)
- ليام أيكن على موقع قاعدة بيانات الأفلام السويدية (السويدية)
- ليام أيكن على موقع إن إن دي بي (الإنجليزية)
- ليام أيكن على موقع قاعدة بيانات الفيلم (الإنجليزية)
- ليام أيكن على موقع كينوبويسك (الروسية)